# 小松藩
小松藩（日语：／ Komatsu han */?）位於日本伊予國（現愛媛縣）中部新居郡、周布郡附近的藩，藩廳為小松陣屋（西条市）。

## 歷史
1636年受封西條藩6萬8千石領地的一柳直盛在赴任的途中於大阪去世，西條藩由長男一柳直重繼承，三子一柳直賴則得到伊予國的一萬石領地，從此小松藩立藩。本家的西條藩雖然在一柳直興的時候被幕府收回，但小松藩與小野藩一直持續到廢藩置縣時。

寬文年間至元祿年間開始進行300町步的新田開發。
第三代一柳賴德擅長書道，很得當時大名的稱讚。
1732年的享保大饑荒造成半數的領民因飢餓而痛苦，但因為處理得當而沒釀成有人餓死的慘劇。
1802年招聘朱子學者近藤篤山，並於1803年創設藩校。
1871年廢藩置縣時先改為小松縣，之後經由松山縣、石鐵縣而編入愛媛縣。
1884年一柳家以子爵爵位列為華族。

## 歴代藩主
- 一柳（日文：ひとつやなぎ）家

外樣大名　1万石　（1636年～1871年）
1. 一柳直賴 從五位下、因幡守
2. 一柳直治 從五位下、兵部少輔
3. 一柳賴德 從五位下、因幡守
4. 一柳賴邦 從五位下、兵部少輔
5. 一柳賴壽 從五位下、美濃守
6. 一柳賴欽 從五位下、兵部少輔
7. 一柳賴親 從五位下、美濃守
8. 一柳賴紹 從五位下、兵部少輔
9. 一柳賴明 從五位下